# 希波らいと
希波らいと（日语：／，1月13日—），現寶塚歌劇團花組男役。出生於神奈川縣川崎市，畢業於日本大学中學校。身高178公分，暱稱。

## 簡介
- 2017年，進入寶塚歌劇團，103期生[3][4]。同期生有夢白あや(現雪組主演娘役)、亜音有星(現宙組男役)、白河りり(現月組娘役)。初次登台表演是雪組公演『幕末太陽傳』『Dramatic “S”!』[2][5]。之後被分配到花組。
- 2019年，飾演TBS赤坂ACT劇場公演『花より男子(流星花園)』的西門總二郎一角[4][6]。
- 2021年，擔任『元祿バロックロック(元祿巴洛克搖滾)」』新人公演主角[7]；在2023年『うたかたの恋(梅耶林/泡沫之戀，改編自Claude Anet原作小說「Mayerling」)』新人公演再次擔任主角[8]。
- 2025年3月，第一次擔任寶塚Bow Hall公演主角，劇目是『儚き星の照らす海の果てに(照耀大海盡頭的流星)』。

## 寶塚歌劇團時期

### 初舞台
- 2017年4-5月 寶塚大劇場雪組公演『幕末太陽傳（ばくまつたいようでん）』『Dramatic “S”!』[9]

### 花組時期
- 2018年1-3月 『ポーの一族(波族傳奇，改編萩尾望都原作同名漫畫)』[10]
- 2018年5月 博多座 『あかねさす紫の花(霞光映照紫之花)』『Santé!!(Santé!!～將最高級的葡萄美酒獻給您～)』[11]
- 2018年7-10月 『MESSIAH（メサイア）-異聞・天草四郎-(彌賽亞−異聞‧天草四郎−)』新人公演 飾演:德川家綱(正式公演:聖乃あすか)『BEAUTIFUL GARDEN-百花繚亂-(BEAUTIFUL GARDEN −百花繚亂−)』[12]
- 2018年11-12月 舞濱圓形劇場『Delight Holiday』[13]
- 2019年2-4月 『CASANOVA(卡薩諾瓦)』新人公演 飾演:モーツァルト(莫札特)(正式公演:綺城ひか理)[14]
- 2019年6-7月 TBS赤坂ACT劇場 『花より男子(流星花園)』飾演:西門總二郎[15][16]
- 2019年6月26日 橫濱體育館 『恋スルARENA』※明日海里奧演唱會[17]
- 2019年8-11月 『A Fairy Tale -青い薔薇の精-(A Fairy Tale －藍玫瑰精靈－)』飾演:ブライアン(布萊恩) 新人公演 飾演:マシュー(馬修)(正式公演:帆純まひろ)『シャルム!(Charme!)』[18]
- 2020年1月 東京國際論壇 『DANCE OLYMPIA』[19]
- 2020年7-11月 『はいからさんが通る(窈窕淑女)』飾演:野路[20]
- 2021年1-2月 寶塚Bow Hall『PRINCE OF ROSES-王冠に導かれし男-(薔薇王子-王冠引領的人)』飾演:ヘンリー・スタッフォード(第二代白金汉公爵亨利·斯塔福德)[21]
- 2021年4-7月 『アウグストゥス-尊厳ある者-(奧古斯都－神聖至尊－)』飾演:トレボニウス(崔伯尼烏斯)『Cool Beast!!』[22]
- 2021年8-9月 KAAT神奈川藝術劇場、梅田藝術劇場『銀ちゃんの恋(銀醬之戀，改編塚公平/つかこうへい原作劇本「蒲田进行曲」)』飾演:助監督（鈴木）(鈴木副導演)[23]
- 2021年11-12月 寶塚大劇場 『元禄バロックロック(元祿巴洛克搖滾)』飾演:ヨミウリ(讀賣) 新人公演 飾演:クロノスケ(黑之助)(正式公演:柚香光)『The Fascination（ザ ファシネイション）!(魅力!)』[24][25][26]＊第一次擔任新人公演主角
- 2022年1-2月 東京寶塚劇場 『元禄バロックロック(元祿巴洛克搖滾)』飾演:ヨミウリ(讀賣)『The Fascination（ザ ファシネイション）!(魅力!)』[26]
- 2022年3-4月 梅田藝術劇場、東京建物 Brillia HALL 『冬霞（ふゆがすみ）の巴里(冬日煙霞中的巴黎)』飾演:ミッシェル(米歇爾)[27][28]
- 2022年6-7月 寶塚大劇場 『巡礼の年〜リスト・フェレンツ、魂の彷徨〜(巡禮之年～李斯特・弗朗茨，徘徊的靈魂～)』 飾演:エクトル・ベルリオーズ(埃克托・白遼士) 新人公演 飾演:ダグー伯爵(達古伯爵)(正式公演:飛龍つかさ)『Fashionable Empire(時尚帝國)』[29][30]
- 2022年8-9月 東京寶塚劇場『巡礼の年〜リスト・フェレンツ、魂の彷徨〜(巡禮之年～李斯特・弗朗茨，徘徊的靈魂～)』 飾演:エクトル・ベルリオーズ(埃克托・白遼士)『Fashionable Empire(時尚帝國)』[29][30]
- 2022年10月 寶塚Bow Hall『殉情（じゅんじょう）(改編谷崎潤一郎原作小說「春琴抄」)』飾演:マモル(馬諾爾)[31]
- 2023年1月  寶塚大劇場 『うたかたの恋(梅耶林/泡沫之戀，改編自Claude Anet原作小說「Mayerling」)』飾演:ジョルジュ(喬治)『ENCHANTEMENT（アンシャントマン）-華麗なる香水（パルファン）-(ENCHANTEMENT-華麗的香水)』[32]
- 2023年2-3月 東京寶塚劇場 『うたかたの恋(梅耶林/泡沫之戀，改編自Claude Anet原作小說「Mayerling」)』飾演:ジョルジュ(喬治)新人公演 飾演:ルドルフ(魯道夫)(正式公演:柚香光)『ENCHANTEMENT（アンシャントマン）-華麗なる香水（パルファン）-(ENCHANTEMENT-華麗的香水)』[32]＊擔任新人公演主角
- 2023年4-5月 梅田藝術劇場、東京建物 Brillia HALL『二人だけの戦場(只有兩個人的戰場)』飾演:アルヴァ(阿爾瓦)[33][34]
- 2023年11-12月 昭和女子大學人見記念講堂、神戶國際會館『BE SHINING!!』[35]※柚香光演唱會
- 2024年3月29-20日 宝塚ホテル(寶塚飯店)、4月3-4日 東京プリンスホテル(東京王子大飯店) 星風まどかミュージック・サロン『星ノ円居夜（ほしのまどいよ）』(星風圓音樂沙龍「星之聚會夜」)[36]
- 2024年2-5月 『アルカンシェル～パリに架かる虹～(Arc-en-ciel～巴黎上空的彩虹～)』飾演:ダニエル(丹尼爾)[37]
- 2024年7月-8月 御園座 『ドン・ジュアン(唐璜)』飾演:ドン・カルロ(唐卡洛)[38]
- 2024年9月-2025年1月 『エンジェリックライ(天使的謊言)』飾演:サリエル(沙利葉)/『Jubilee(禧年/紀念慶典)』
- 2025年3-4月 寶塚Bow Hall 『儚き星の照らす海の果てに(照耀大海盡頭的流星)』＊第一次擔任寶塚Bow Hall公演主角
- 2025年6-9月 『悪魔城ドラキュラ(Castlevania 惡魔城～月下覺醒～，改編電玩遊戲恶魔城系列)』飾演:マグヌス(馬格努斯)『愛, Love Revue！』
- 2025年11-12月 梅田藝術劇場、日本青年館『DEAN(迪恩)』

## 外部連結
- 寶塚官網希波らいと的簡介 （页面存档备份，存于）
- 東京都會電視台網站希波らいと簡介宝塚カフェブレイク登場人物希波らいと，存档于Archive.today（存檔日期 20250422）